# Chapada

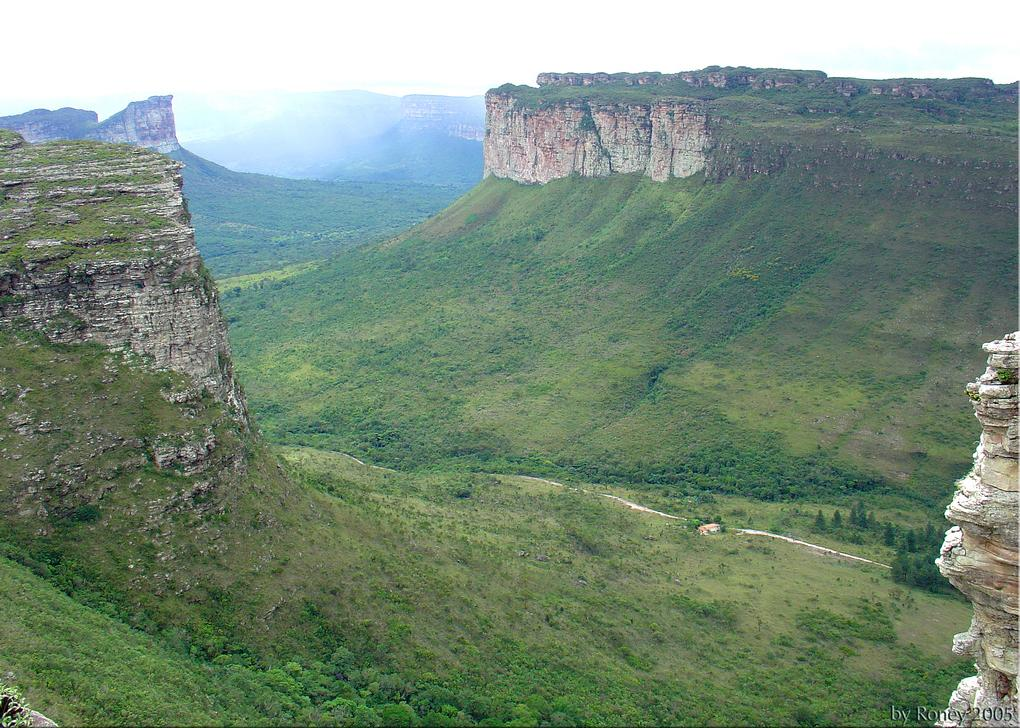
Chapada Diamantina, estado da Bahia, Brasil

Em geografia e geologia, chapada é uma área de terra elevada, de dimensões consideráveis, com topo relativamente ou essencialmente plano, terminada e delimitada em escarpas. Suas bordas são áreas sujeitas a processos erosivos e sua porção de características mais planas são áreas potenciais ao uso pela agricultura mecanizada.
No relevo brasileiro, são formações típicas localizadas em territórios de ocorrência dos biomas do cerrado, da caatinga e da mata atlântica e concentradas, sobretudo, nas regiões Nordeste e Sudeste. Assim como ocorre com os tabuleiros e os planaltos, suas áreas de borda são protegidas pela legislação ambiental, incluindo o Código Florestal de 2012, que as trata como área de preservação permanente (APP). O Instituto Brasileiro de Geografia e Estatística (IBGE) mapeou oito chapadas em 2006 em análise da geomorfologia do território do país: Chapada do Alto Rio Itapecuru, Chapada do Araripe, Chapada dos Parecis, Chapadas de Irecê e Utinga, Chapadas do Alto Parnaíba, Chapadas do Rio Jequitinhonha, Chapadas do Rio São Francisco e Chapadas e Planos do Rio Farinha.
Além dessas, também são famosas para o turismo as seguintes Chapadas: Chapada Diamantina (BA), Chapada dos Guimarães (MT), Chapada dos Veadeiros (GO) e Chapada das Mesas (MA). 